# John S. Boyd
John S. Boyd (geb. vor 1970) ist ein US-amerikanischer Tonmeister.

## Leben
Boyd begann seine Karriere 1970 beim Fernsehen. Einer seiner ersten Spielfilme war Steven Spielbergs Drama Das Reich der Sonne. Hierfür war er 1988 für den Oscar nominiert in der Kategorie Bester Ton. Im darauf folgenden Jahr war er für Falsches Spiel mit Roger Rabbit ein zweites Mal für den Oscar nominiert, konnte jedoch den Preis erneut nicht gewinnen. Es folgten einige weitere Hollywoodproduktionen, jedoch erhielt er in den 1990er Jahren weniger Spielfilmengagements und arbeitete vermehrt für das Fernsehen. Er war an Fernsehserien wie L.A. Law – Staranwälte, Tricks, Prozesse, Teenage Mutant Hero Turtles, Las Vegas und Medium – Nichts bleibt verborgen sowie zahlreichen Fernsehfilmen beteiligt.

## Filmografie (Auswahl)
- 1987: Das Reich der Sonne (Empire of the Sun)
- 1987: Nuts… Durchgedreht (Nuts)
- 1988: Falsches Spiel mit Roger Rabbit (Who Framed Roger Rabbit)
- 1988: Meine Stiefmutter ist ein Alien (My Stepmother Is an Alien)
- 1988: She’s Having a Baby
- 1990: Flashback
- 1997: Der lange Weg der Leidenschaft (Going All the Way)
- 1998: Phoenix – Blutige Stadt (Phoenix)
- 1998: Homegrown
- 1998: Männer ticken anders (Just a Little Harmless Sex)
- 2001: American Roadtrip (Extremedays)
- 2007: Aztec Rex – Bestie aus der Urzeit (Tyrannosaurus Azteca)

## Auszeichnungen (Auswahl)
- 1988: Oscar-Nominierung in der Kategorie Bester Ton für Das Reich der Sonne
- 1989: Oscar-Nominierung in der Kategorie Bester Ton für Falsches Spiel mit Roger Rabbit